# Hans von Maercker
Hans Joseph Nathanael Maercker, ab 1902 von Maercker  (* 4. September 1850 in Rohlau, Westpreußen; † 18. Dezember 1908 ebenda) war ein deutscher Landwirt und Regionalhistoriker.

## Leben
Maercker entstammte einer evangelischen Gutsbesitzer-Familie. Seine Eltern waren Rudolf Maerker († 1865) und dessen Ehefrau Therese, geb. von Kries († 1872). Nachdem Hans Maercker das Gymnasium in Danzig besucht hatte, bezog er im Herbst 1870 die Universität Heidelberg, um Philosophie zu studieren. Im Herbst 1874 hatte er sich an der Fakultät für Philosophie der  Martin-Luther-Universität Halle-Wittenberg immatrikuliert.
Nach dem Tod seiner Mutter war Maercker seit dem 2. Februar 1872 Fideikommissbesitzer des Ritterguts Rohlau, dessen Gemarkung eine Fläche von 2500 ha umfasste.
Er vollendete eine wichtige Chronik des Kreises Schwetz, Westpreußen, die der damalige Landrat Richard Wegner (1815–1894) begonnen hatte. Wegner hatte 1860–1865 archivalisches Material für eine bis in die Ordenszeit zurückreichende, auf zwei Bände angelegte Chronik des Kreises gesammelt, den ersten Band fertiggestellt und 1872 veröffentlicht, war 1875 dann aber auf den Posten des Regierungsvizepräsidenten des Regierungsbezirks Posen berufen worden. Da er sich außerstande sah, sein Werk fortzusetzen, übergab er das restliche Material Maercker, der daraufhin das Manuskript für den zweiten Band vollendete und es 1886–1888 in drei Heften des (in unregelmäßiger Folge erschienenen) Organs des Westpreußischen Geschichtsvereins publizierte. Später veröffentlichte Maercker eine nicht minder wichtige Chronik über den Kreis Thorn.
1902 wurde Hans Maercker in den erblichen preußischen Adelsstand erhoben.
Maercker hatte 1878 Luise Bertha Kurtius geb. Alltjahn (1858–1931) geheiratet. Aus der Ehe gingen fünf Kinder hervor: drei Söhne und zwei Töchter. Er hatte eine ältere Schwester namens Johanna (1838–1888).

## Werke (Auswahl)
- zusammen mit Richard Wegner: Ein Pommersches Herzogthum und eine Deutsche Ordens-Komthurei. Kulturgeschichte des Schwetzer Kreises, nach archivalischen und anderen Quelle bearbeitet.
  - Band I (von Richard Wegner allein verfasst): Theil I und Theil II bis 1466, Louis Türk, Posen 1872 (Digitalisat).
  - Band II: Eine polnische Starostei und ein preussischer Landrathskreis. Geschichte des Schwetzer Kreises 1466–1873. In: Zeitschrift des Westpreussischen Geschichtsvereins, Heft XVII, Th. Bertling, Danzig 1886, S. 1–81 (Digitalisat).
  - Band II,  Theil II: Spezielle Ortsgeschichte. In: Zeitschrift des Westpreussischen Geschichtsvereins,
    - Heft XVIII, Th. Bertling, Danzig 1886, S. 82–222 (Digitalisat)
    - Heft XIX, Danzig 1888, S. 223–597 (Digitalisat).
- Geschichte der ländlichen Ortschaften und der drei kleineren Städte des Kreises Thorn in seiner früheren Ausdehnung vor der Abzweigung des Kreises Briesen i. J. 1888. Mit zwei Karten und vier photographirten Zeichnungen. Th. Bertling, Danzig 1899–100 (eingeschränkte Vorschau).  (Auch in den Schriften des Westpreußischen Geschichtsvereins erschienen, 131 Seiten stark)